# Ernst-Aleksandr Joll
Ernst-Aleksandr Joll (Tallinn, 16 september 1902 – aldaar, 3 april 1935) was een voetballer uit Estland die speelde als aanvaller gedurende zijn carrière. Hij kwam uit voor JK Kalev Tallinn en Tallinna JK. Joll overleed op 32-jarige leeftijd in Tallinn.

## Interlandcarrière
Joll speelde in totaal 22 interlands (vier doelpunten) voor de nationale ploeg van Estland in de periode 1920–1929. Hij nam met zijn vaderland deel aan de Olympische Spelen in Parijs, en speelde daar in de voorronde tegen de Verenigde Staten. Estland verloor dat duel met 1-0 door een treffer van Andy Straden, waardoor de ploeg onder leiding van de Hongaarse bondscoach Ferenc Kónya naar huis kon. Joll maakte zijn debuut voor de nationale ploeg in Estlands eerste officiële interland uit de geschiedenis: op 17 oktober 1920 in en tegen Finland (6-0 nederlaag).

## Erelijst
JK Kalev Tallinn
- Landskampioen

1923
 Tallinna JK
- Landskampioen

1926, 1928